# Täufer-Bote

Kopf der Zeitschrift Täufer-Bote

Der Täufer-Bote war eine von 1930 bis 1942 in Südosteuropa monatlich erscheinende deutschsprachige Zeitschrift mit dem Untertitel Monatsschrift der Baptisten-Gemeinden deutscher Zunge in den Donauländern.

## Verbreitung
Die Baptisten sind heute weltweit eine der größten protestantischen Kirchen, die in einzelnen Staaten (USA, Kamerun, Rumänien u. a.) eine große Mitgliederzahl haben. In Osteuropa fand die Verbreitung zuerst unter der deutschsprachigen Bevölkerung statt; von dieser griff der Baptismus vereinzelt auf die jeweilige Landessprache über.
Folgende Länder wurden zu den Donauländern – aus denen Berichte von Gemeinden erschienen – gerechnet: Österreich, Tschechoslowakei (damals oft abg. als CSR), Ungarn, Jugoslawien, Rumänien und Bulgarien. Darüber hinaus gab es Abonnenten in Deutschland, USA und Kanada.
Es handelt sich um eine wertvolle Quelle, da die Deutschen zu Kriegs-Ende aus großen Teilen Osteuropas vertrieben wurden, so dass viele historische Quellen zum Deutschtum jener Länder verlorengingen. Die Jahre 1930–42 sind zwar ein kurzer, aber sehr turbulenter Zeitabschnitt.

## Herausgeber

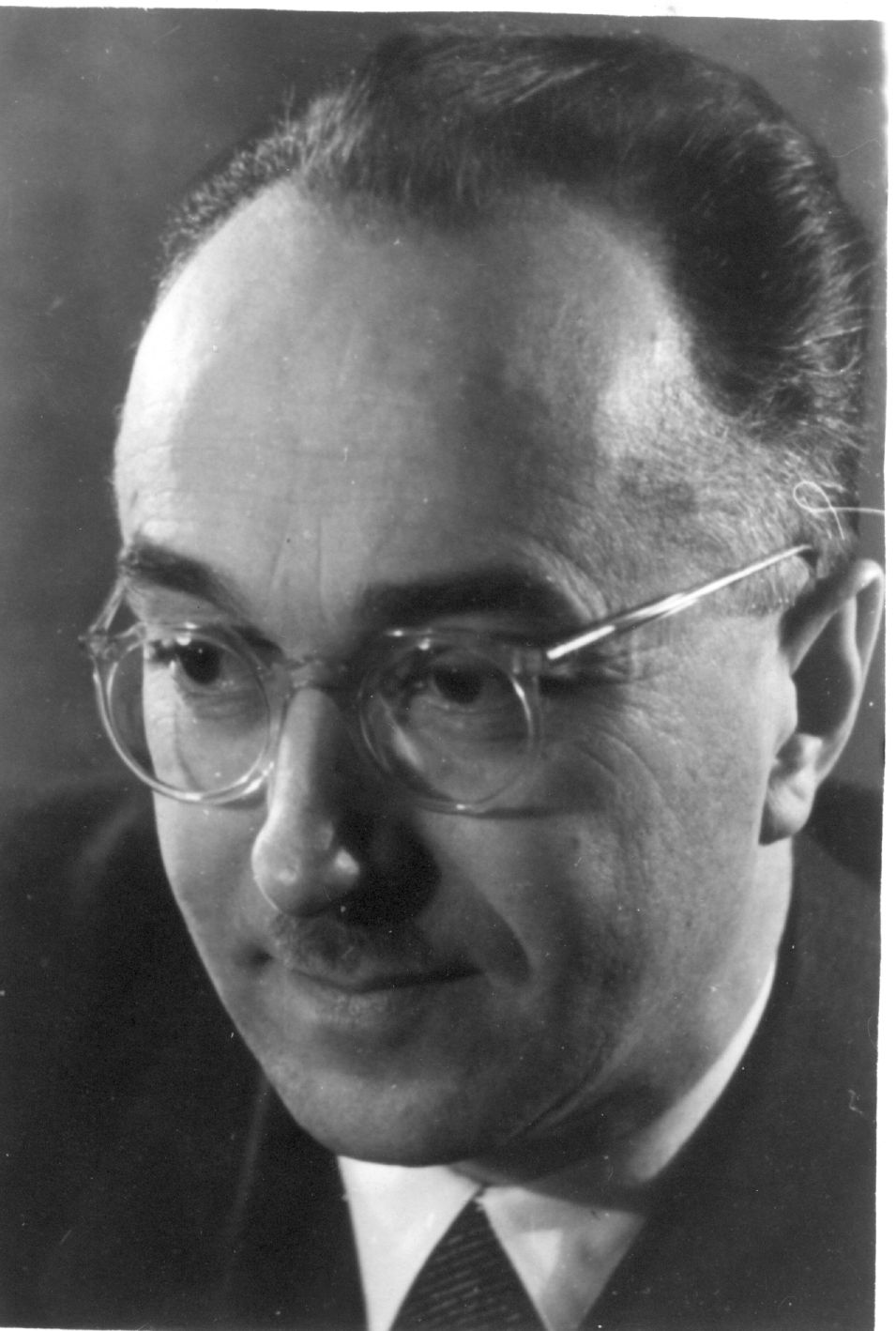
Arnold Köster, einer der beiden Schriftleiter des Täuferboten

Zur Schriftleitung gehörten zwei Baptistenprediger: Arnold Köster (Wien) und Johannes Fleischer (Bukarest), sowie der Missions-Inspektor der deutschsprachigen nordamerikanischen Baptisten, Carl Füllbrandt (1880 in Südrussland geboren, seit 1924 Missionsinspektor für die Donauländer-Mission, daraufhin in Berlin ordiniert, wohnte in Wien, übersiedelte nach dem 2. Weltkrieg nach Salzburg, schließlich 1954 nach Toronto, wo er 1956 starb). Über alle drei Herausgeber informiert das Historische Lexikon des BEFG.

## Inhalt
Am Beginn von jedem Heft stand als Motto ein Spruch von Balthasar Hubmaier: „Die Wahrheit ist untödlich!“ Hier wird ein Anknüpfen der Baptisten an die Täufer der Reformationszeit sichtbar. Die Zeitschrift stand bewusst in dieser täuferischen Tradition mit ihrem Gemeindeverständnis und der Verfolgungssituation. Das zeigen Artikel von Arnold Köster in der ersten Ausgabe (Januar 1930), mit einer Erinnerung an das Leben und Sterben von Balthasar Hubmaier und von Johannes Fleischer "Aus der Geschichte des neueren Täufertums in den Donauländern" (in Täuferbote 1938, März, Mai und Juni).  
Füllbrandt war für das Sammeln und Redigieren der jeweils etwa zwei Seiten umfassenden "Gemeinde-Nachrichten" zuständig – durch seine Reisen als Missions-Inspektor hatte er ja Kontakt zu diesen Gemeinden. Durch diese Gemeinde-Nachrichten entsteht ein Eindruck davon, an welchen Orten Südosteuropas es damals deutschsprachige Baptistengemeinden gab, und wie dort die jeweiligen Umstände waren. Neben den Nachrichten von den deutschsprachigen Baptisten tritt fallweise auch Evangelisation oder Gemeindearbeit unter der jeweiligen nationalsprachlichen Bevölkerung in den Blick.
Fleischer war stark endzeitlich ausgerichtet. Die von ihm verfasste Rubrik heißt dementsprechend „Zeichen der Zeit“. Unter den von ihm behandelten Themen ragen heraus: der aufkommende Nationalsozialismus, der Bolschewismus in Russland, das Judentum sowie die gefährdete Religionsfreiheit vor allem in Rumänien.
Kösters Rubrik hieß „Aus der Botentasche“. Daneben wurden oft Predigten und biblische Abhandlungen von Köster und Fleischer abgedruckt. Beim Bezug auf Zeiterscheinungen kam es wiederholt zu NS-Kritik. Im Täufer-Boten konnte auch ab 1933 noch manches Kritische gesagt werden.

## Umfang und Aufbewahrung
Vom Täufer-Boten erschienen 13 Jahrgänge. Das einzelne Heft umfasste meistens 8 Seiten; der jährliche Umfang beträgt also etwa 100 Seiten. Jede Seite hatte etwa 1000 Wörter; das entspricht beinahe 3 Buchseiten.
Eine Sammlung dieser Hefte befindet sich im Oncken-Archiv in Elstal bei Berlin. Der gesamte Text ist jetzt digitalisiert und kann auf der Homepage des BEFG abgerufen werden.

## Einzelbelege
1. ↑   Franz Graf-Stuhlhofer: Öffentliche Kritik am Nationalsozialismus im Großdeutschen Reich. Leben und Weltanschauung des Wiener Baptistenpastors Arnold Köster (1896-1960) (Historisch-Theologische Studien zum 19. und 20. Jahrhundert; 9), Neukirchener: Neukirchen-Vluyn 2001.
2. ↑  Roland Fleischer: Johannes Fleischer, in: BBKL Bd. XIX, 2001, Sp. 410–416.
3. ↑   Siehe Wahrheitszeuge vom 6. Dezember 1925, S. 391.
4. ↑   Ein Nachruf auf ihn findet sich in der Zeitschrift Die Gemeinde, 1957, Nr. 2, S. 8.
5. ↑  Historisches Lexikon des BEFG
6. ↑  BEFG.de: Bestände; eingesehen am 27. Mai 2021